# Polskie wojska taborowe w wojnie polsko-bolszewickiej
Polskie wojska taborowe w wojnie polsko-bolszewickiej – organizacja i działania wojsk taborowych w okresie wojny polsko-bolszewickiej.
Wojska taborowe zapewniały transport między magazynami centralnymi i związkami operacyjnymi a związkami taktycznymi oraz w ramach związków taktycznych i oddziałów. Podstawą były tabory konne zorganizowane w kolumny taborowe. Ich liczbę ocenia się na około 100.

## Organa naczelne wojsk taborowych
W początkowym okresie tworzenia struktur Ministerstwa Spraw Wojskowych, w powstałym w grudniu 1918 Departamencie Gospodarczym znajdowała się Sekcja Taborowa kierowana przez mjr. Aureliusza Karola Passelliego. Po reorganizacji, 24 kwietnia 1919 utworzony został Departament dla Spraw Koni i Taborów kierowany przez gen. Zygmunta Łempickiego. W składzie departamentu znajdowała się Sekcja Taborowa. Do jej zadań należało opracowywanie planów dyslokacji wojsk taborowych, jak też ich wyposażenia w konie i sprzęt. Po reorganizacji władz naczelnych w maju 1919, w Ministerstwie Spraw Wojskowych powołany został Inspektorat Wojsk Taborowych z mjr. Passellim na czele. Na początku 1920 nastąpiła kolejna reorganizacja i od lutego Inspektorat włączony został do Sztabu Generalnego ND WP. W nowej strukturze MSWojsk. za powyższe sprawy odpowiadał Departament IV Koni, a w nim Sekcja Remontu ppłk. Władysława Okszy-Orzechowskiego. 
Wojska taborowe miały także komórkę usytuowaną w Sztabie Generalnym WP. Był to Oddział IV Techniczny zajmującą się między innymi tą problematyką, zaś od marca 1919 Oddział IV - Główne Kwatermistrzostwo, gdzie znajdowała się Sekcja Taborów.

## Jednostki wojsk taborowych

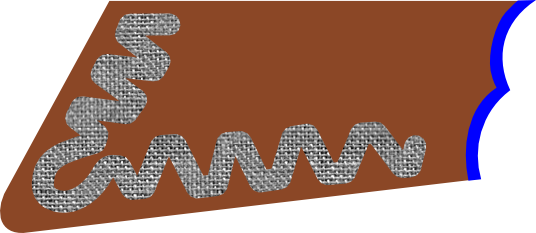
Łapka wojsk taborowych

Na szczeblu związku operacyjnego występował Referat Koni i Taborów, a na szczeblu dywizji piechoty i brygady jazdy było to dowództwo taborów. Formacjami bojowymi wojsk taborowych były kolumny taborowe. Przy każdej dywizji piechoty działały też ruchome warsztaty taborowe o numeracji jak macierzysta dywizja, natomiast przy armiach, armijne warsztaty taborowe i magazyny taborów. Na szczeblu brygady jazdy znajdowało się dowództwo taborów liczące etatowo 8 oficerów i 20 podoficerów i szeregowców. Podlegała mu kolumna taborowa, w składzie której służyło 3 oficerów i 127 podoficerów i szeregowców oraz ruchome warsztaty taborowe z jednym oficerem i 43 szeregowcami.
Żołnierze wojsk taborowych na mundurach nosili łapki czekoladowo-brązowe, wypustki jasnoniebieska.